# Wiardunki (przystanek kolejowy)
Wiardunki – dawny przystanek kolejowy i stacja kolejowa w Wiardunkach na linii kolejowej nr 206, w województwie wielkopolskim.